# Cuerpo de Levi-Civita
En matemáticas, el cuerpo de Levi-Civita, llamado así por Tullio Levi-Civita, es un cuerpo ordenado no-arquimediano; es decir, un sistema numérico que contiene cantidades infinitas e infinitesimos. Cada miembro {\displaystyle a} se puede construir como una serie formal de potencias de la forma:
{\displaystyle a=\sum _{q\in \mathbb {Q} }a_{q}\varepsilon ^{q}}
donde {\displaystyle a_{q}} son números reales, {\displaystyle \mathbb {Q} } es el conjunto de números racionales, y {\displaystyle \varepsilon } debe interpretarse como un infinitesimal positivo.  El soporte de {\displaystyle a}, es decir, el conjunto de índices de los coeficientes diferentes de cero {\displaystyle \{q\in \mathbb {Q} :a_{q}\neq 0\},} debe ser un conjunto “finito por la izquierda”: para cualquier miembro de {\displaystyle \mathbb {Q} }, solo hay una cantidad finita de elementos menores que él. Esta restricción es necesaria para que la multiplicación y la división estén bien definidas y tengan unicidad. El orden se define de acuerdo con el orden lexicográfico de la lista de coeficientes, que es equivalente a la suposición de que {\displaystyle \varepsilon } es un infinitesimo.
El cuerpo de Levi-Civita contiene un subconjunto isomorfo a los números reales (por lo que pueden considerar se parte de él), como las series en las que todos los coeficientes desaparecen excepto {\displaystyle a_{0}}.

## Ejemplos
- {\displaystyle 7\varepsilon } es un infinitesimo mayor que {\displaystyle \varepsilon }, pero menor que todo número real positivo.
- {\displaystyle \varepsilon ^{2}} es menor que {\displaystyle \varepsilon }, y también es menor que {\displaystyle r\varepsilon } para cualquier {\displaystyle r} real positivo.
- {\displaystyle 1+\varepsilon } difiere infinitesimalmente de 1.
- {\displaystyle \varepsilon ^{\frac {1}{2}}} es mayor que {\displaystyle \varepsilon }, pero aún menor que cada número real positivo.
- {\displaystyle 1/\varepsilon } es mayor que cualquier número real.
- {\displaystyle 1+\varepsilon +{\frac {1}{2}}\varepsilon ^{2}+\cdots +{\frac {1}{n!}}\varepsilon ^{n}+\cdots } se interpreta como {\displaystyle e^{\varepsilon }}.
- {\displaystyle 1+\varepsilon +2\varepsilon ^{2}+\cdots +n!\varepsilon ^{n}+\cdots } es un miembro válido del cuerpo, porque la serie debe interpretarse formalmente, sin ninguna consideración de convergencia.

## Definición de las operaciones de cuerpo y cono positivo
Si {\displaystyle f=\sum \limits _{q\in \mathbb {Q} }f_{q}\varepsilon ^{q}} y {\displaystyle g=\sum \limits _{q\in \mathbb {Q} }g_{q}\varepsilon ^{q}} son dos series de Levi-Civita, entonces
- su suma {\displaystyle f+g} es la suma puntual {\displaystyle f+g:=\sum \limits _{q\in \mathbb {Q} }(f_{q}+g_{q})\varepsilon ^{q}}.
- su producto {\displaystyle fg} es el producto de Cauchy {\displaystyle fg:=\sum \limits _{q\in \mathbb {Q} }\sum \limits _{a+b=q}(f_{a}g_{b})\varepsilon ^{q}}.

(Se puede comprobar que el soporte de esta serie es finito a la izquierda y que para cada uno de sus elementos {\displaystyle q}, el conjunto {\displaystyle \{(a,b)\in \mathbb {Q} \times \mathbb {Q} :\ a+b=q\wedge f_{a}\neq 0\wedge g_{b}\neq 0\}} es finito,  por lo que el producto está bien definido).
- La relación {\displaystyle 0<f} se mantiene si {\displaystyle f\neq 0} (es decir, {\displaystyle f} tiene soporte no vacío) y el coeficiente mínimo distinto de cero de {\displaystyle f} es estrictamente positivo.

Equipado con estas operaciones y el orden lexicográfico, el cuerpo de Levi-Civita es de hecho una extensión de cuerpo ordenada de {\displaystyle \mathbb {R} } donde la serie {\displaystyle \varepsilon } es un infinitesimal positivo.

## Propiedades y aplicaciones
El cuerpo de Levi-Civita es un cuerpo real cerrado, lo que significa que puede ser algebraicamente cerrado adjuntando la unidad imaginaria (i), o dejando que los coeficientes sean complejos. Además, es lo suficientemente rico como para permitir que se realice una cantidad significativa de análisis en él, ya que sus elementos se pueden representar en una computadora en el mismo sentido que los números reales se pueden representar usando coma flotante.
Es la base de la diferenciación automática, una forma de realizar la diferenciación en casos que son intratables por métodos de diferenciación simbólica o diferencias finitas
El cuerpo de Levi-Civita también es métricamente completo, lo que significa que relativizando las definiciones {\displaystyle \forall \exists \forall } de sucesiones de Cauchy y de sucesión convergente a las sucesiones de la serie de Levi-Civita, toda secuencia de Cauchy en el cuerpo de Levi-Civita es convergente. Equivalentemente, se puede decir que no tiene ninguna extensión de cuerpos no trivial que sea densa y adecuada.
Como un cuerpo ordenado, tiene una valoración natural dada por el exponente racional correspondiente al primer coeficiente distinto de cero de una serie de Levi-Civita. El anillo de valoración es el de series acotadas por números reales, el cuerpo residual es {\displaystyle \mathbb {R} }, y el grupo de valoración es {\displaystyle (\mathbb {Q} ,+)}. El cuerpo valorado resultante es Henseliano (siendo real cerrado con un anillo de valoración convexo) pero no esféricamente completo. De hecho, el cuerpo de serie de Hahn con coeficientes reales y grupo de valores {\displaystyle (\mathbb {Q} ,+)} es una extensión inmediata adecuada, que contiene series como {\displaystyle 1+\varepsilon ^{1/2}+\varepsilon ^{2/3}+\varepsilon ^{3/4}+\varepsilon ^{4/5}+\cdots } que no están en el cuerpo de Levi-Civita.

## Relaciones con otros cuerpos ordenados
El cuerpo de Levi-Civita es la compleción de Cauchy del cuerpo {\displaystyle \mathbb {P} } de series de Puiseux con coeficientes reales, es decir, es una extensión densa de {\displaystyle \mathbb {P} } que ya no admite ninguna otra densa y adecuada, que no sea trivial. En la sección siguiente se da una lista de algunos de sus subcuerpos propios notables y sus extensiones de cuerpo ordenadas adecuadas:

### Subcuerpos notables
- El cuerpo {\displaystyle \mathbb {R} } de números reales.
- El cuerpo {\displaystyle \mathbb {R} (\varepsilon )} de fracciones de polinomios reales con un infinitesimo positivos indeterminado {\displaystyle \varepsilon }.
- El cuerpo {\displaystyle \mathbb {R} ((\varepsilon ))} de series de Laurent formales sobre {\displaystyle \mathbb {R} }.
- El cuerpo {\displaystyle \mathbb {P} } de series de Puiseux sobre {\displaystyle \mathbb {R} }.

### Extensiones notables
- El cuerpo {\displaystyle \mathbb {R} [[\varepsilon ^{\mathbb {Q} }]]} de series de Hahn con coeficientes reales y exponentes racionales.
- El cuerpo {\displaystyle \mathbb {T} ^{LE}} de transeres logarítmico-exponenciales.
- El cuerpo {\displaystyle \mathbf {No} (\varepsilon _{0})} de números surreales con fecha de nacimiento debajo del primer {\displaystyle \varepsilon }-número, {\displaystyle \varepsilon _{0}}.
- Los cuerpos de números hiperreales construidos como ultrapotencias de {\displaystyle \mathbb {R} } módulo un ultrafiltro libre en {\displaystyle \mathbb {N} } (aunque aquí las inclusiones no son canónicas).

### Enlaces exteriores
- A web-based calculator for Levi-Civita numbers

- Datos: Q6535342